# Sebastian Ingrosso
Sebastian Ingrosso (narozen jako Sebastian Carmi Ingrosso) je švédský DJ a producent. Spolu s Axwellem a Steve Angellem byl členem tříčlenného hudebního uskupení Swedish House Mafia.

## Diskografie
Sebastian Ingrosso úzce spolupracuje se svým přítelem z dětství Steve Angellem, vydávají pod různými jmény: Buy Now, Fireflies, General Moders, Mode Hookers, Outfunk a The Sinners.
Jeho žánrem je house, progressiv house a elektro house.
Jeho song Yeah, který vytvořil společně se Steve Angellem, byl začleněn do setu Paula Van Dyka The Politics of Dancing 2, sólově nahrál píseň Calling (Lose My Mind) s DJem Alesso.
Velice oblíbenou se stala skladba Reload, na které spolupracoval i Tommy Trash. Vokálovou verzi pak doplnil John Martin. Instrumentální verze se objevila na druhé desce tria Swedish House Mafia .